# イオンタウン田崎
イオンタウン田崎 (イオンタウンたさき) は、熊本県熊本市西区田崎町にあるイオンタウン株式会社が運営するエンクローズドモールタイプののネイバーフッド型ショッピングセンターである。
※なお、当ページの店舗面積数値などの情報は、イオンタウンによって2014年 (平成26年) 12月01日に発表された第1期開業についてののニュースリリース準ずる。

## 概要
熊本駅から1.5km西南に離れた場所にあるショッピングセンター。

### 沿革
- 2014年12月11日･12月12日 近隣住民向けにソフトオープン。[要出典]
- 2014年12月13日 開業。[要出典]